# Johannes van der Beeck
Johannes van der Beeck, nizozemski slikar, * 1589, Amsterdam, † 1644, Amsterdam.
1. ↑  Mednarodna standardna oznaka imena — 2012.
2. ↑  Johannes Torrentius
3. ↑  SNAC — 2010.